# Iglesias
För andra betydelser, se Iglesias (olika betydelser).
Denna artikel handlar om staden Iglesias. Se också Carbonia-Iglesias (provins).
Iglesias (sardiska: Igrèsias) är en ort och kommun i provinsen Sydsardinien på Sardinien. Iglesias var huvudort fram till 2016 för den tidigare provinsen Carbonia-Iglesias tillsammans med Carbonia. Kommunen hade 26 784 invånare (2017). Iglesias gränsar till kommunerna Buggerru, Carbonia, Domusnovas, Fluminimaggiore, Gonnesa, Musei, Narcao, Siliqua, Vallermosa, Villacidro och Villamassargia.